# Хеберлин, Генрих
Генрих Хеберлин (нем. Heinrich Häberlin; 6 сентября 1868, Вайнфельден, кантон Тургау, Швейцария — 26 февраля 1947, Фрауэнфельд, кантон Тургау, Швейцария) — швейцарский политик, президент страны в 1926 и 1931 годах.

## Биография
Происходил из влиятельной семьи кантона Тургау, из которой родилось несколько либеральных политиков. Его отец,  Фридрих Генрих Хеберлин, на протяжении многих лет был генеральным советником, правительственным советником и национальным советником, был президентом Национального совета с 1889 по 1890 год.. Его дядя, Эдуард Хеберлин, занимал в 1860-х годах столько различных должностей, что оппозиция боролась против накопления должностей, известного как «система Хаберлина», пока не провела конституционную реформу в 1869 году.
Окончил начальную школу в Вайнфельдене, затем поступил в кантональную школу Фрауэнфельд, которую окончил в 1887 году. Начал изучать право в Цюрихском университете, продолжил обучение в Лейпцигском университете и Университете Гумбольдта в Берлине. Был принят в коллегию адвокатов в 1891 году и прошел короткую стажировку в Лозанне в офисе федерального советника Луи Рюшонне (президента страны в 1883 и 1890 годах). В 1892 году открыл собственную юридическую фирму в Вайнфельдене, которую два года спустя перевёл в столицу кантона Фрауэнфельд. Самым известным и интересным его клиентом в то время был изобретатель дирижабля граф Фердинанд фон Цеппелин. После непродолжительной работы секретарем суда в Бишофцелле председательствовал в окружном суде Фрауэнфельда с 1899 по 1920 год.
Успешно баллотировался на дополнительных выборах 1904 года и стал членом Национального совета (парламент Швейцарии), состоял в нём до 1920 года, причём возглавлял его в 1918–1919 года, С 1911 по 1920 год член Центрального комитета Свободно-демократической партии (СвДП). Возглавлял парламентскую группу партии в Национальном совете в 1914–1918 годах. Одновременно с  1905 по 1920 год избирался в Кантональный совет (парламент) Тургау, где дважды был президентом (1909–1910 и 1915–1916). Также возглавлял кантональную партию СвДП Тургау с 1908 по 1915 год.
Во время службы в армии имел звание полковника и во время Первой мировой войны командовал пехотным полком.
Активно выступал против пропорционального представительства в парламенте, но был вынужден признать окончательное поражение по этому вопросу в 1919 году.
12 февраля 1920 — 12 марта 1934 — член Федерального совета Швейцарии. 1 января 1920 — 30 апреля 1934 — начальник департамента (министр) юстиции и полиции. Участвовал в разработке и внедрении Военно-уголовного закона (1927), Закона об административной юстиции (1928), Закона об экспроприации (1930) и пересмотре положений коммерческого права в Обязательственном кодексе. Сыграл важную роль в стандартизации уголовного права Швейцарии. На референдуме 1922 года его проект закона об ужесточении национального уголовного законодательства в отношении экстремистских, а также левых партий и организаций («Закон Хеберлина»–I) был отвергнут: против было 55,4% голосов. Считался врагом левых партий и движений. 15 мая 1927 народ явно отверг его «Федеральный закон об автомобильном и велосипедном движении», проголосовав против 59,9%.
9 ноября 1932 года 13 участников антифашистского митинга протеста в Женеве были расстреляны солдатами. Под впечатлением захвата власти в Германии в январе 1933 года произошел временный подъем правоэкстремистских группировок Хеберлин считался им сочувствующим. После провала своего второго закона на тему ужесточения уголовного законодательства в рамках «Федерального закона об охране общественного порядка» («Закон Хеберлина»–II) на национальном референдуме (против было 53,8% голосов) 30 апреля 1934 года ушёл в отставку.
```
В 1925 и 1930 годах вице-президент, в 1926 и 1931 — президент Швейцарии.
```

После отставки возглавлял ряд общественных организаций, в частности, с 1939 по 1944 год был президентом культурного фонда „Pro Helvetia“, а с 1936 по 1946 год — Федеральной комиссии по охране природы и культурного наследия. Также входил в совет директоров Швейцарского института страхования от несчастных случаев «Winterthur». В 1930 году получил степень почётного доктора юридического факультета Базельского университета.  Выступал за то, чтобы романшский язык стал четвёртым официальным языком Швейцарии.